# Charles G. Dawes
Charles Gates Dawes,  ameriški bankir, politik, diplomat, glasbenik, skladatelj in nobelovec, * 27. avgust 1865, † 23. april 1951, ZDA. 
Bil je 30. podpredsednik ZDA, služboval je med letoma 1925 in 1929. Za njegovo delo pri Dawesovem planu za reparacije po prvi svetovni vojni je prejel Nobelovo nagrado za mir leta 1925. Dawes je bil vojak v prvi svetovni vojni, kasneje je deloval na finančnem ministrstvu, kasneje pa je bil tudi ambasador ZDA v Združenem kraljestvu. Kot skladatelj je napisal skladbo, ki je bila kasneje predelana v pop popevko in kot taka postala standard in uspešnica, je torej edini predsednik ZDA ali Nobelov nagrajenec za mir z glasbenim življenjepisom.

## Zgodnje življenje in kariera
Dawes je rojen v Ohiu kot sin oficirja veterana državljanske vojne Rufusa Dawesa in Mary Beman Gates Dawes. Diplomiral je iz Marietta kolidža 1884 in nato se vpisal v Cincinnati Law School leta 1886.
Dawes je nadaljeval pravno kariero v Nebraski od 1887 do 1894. Tako oče in ded sta bila pomembne figure v že preživeti državljanski vojni. Dawesovi so bili ugledna družina, večina njegovi bratov in sestra so bili pomembni poslovneži.
Leta 1894 se Dawes loti posla bencinski postaj in postane predsednik kar dveh takšnih podjetij.
Dawes se je oženil s Caro Blymyer leta 1889. Skupaj sta imela sina in hčer, Rufus Fearing Dawes in Carolyn. Kasneje sta posvojila še dva otroka, dve hčere, Dano in Virginio.

## Zgodnja politična kariera
Dawes in njegov položaj v gospodarstvu sta vzbujale pozornost vodstva republikanske stranke. Prosili so ga za bodrenje in podporo pri kandidaturi predsednika McKinleya, za nagrado pa je prejel pomembno mesto v finančnem ministrstvu. Po preplahu leta 1893, ko je železničarstvo pretiravalo z gradnjo in širjenjem in tako napravilo hudo gospodarsko depresijo, največjo dotedaj, je Dawes uspešno obdavčil banke in spremenil bančne običaje v želji, da bi preprečil ponovitev takšnih dogodkov.
Po smrti svojega očeta je bil deležen dednega vojaškega častnega odličja za sodelovanje njegovih prednikov v državljanski vojni.
Oktobra 1901 zapusti ministrstvo in kandidira za zvezni senat iz države Illinois, predvideval je podporo predsednika pri kandidaturi. Žal je predsednik McKinley atentiran, njegov naslednik Theodore Roosevelt pa ni bil naklonjen njegovi kandidaturi. Po porazu 1902 se odpove nadaljnji politiki. Organizira finančno ustanovo, katere predsednik je do leta 1921.
Po smrti svojega sina Rufusa 5.september 1912 na ženevskem jezeru med počitnicami organizira rezidenčne domove za brezdomce v mestih Chicago in Boston. Njegov sin je bil namreč zelo idealističen do revnih in nemočnih.

## Prva svetovna vojna in Nobelova nagrada za mir
Dawes je podprl s kreditom Antanto in ji dal $500,000,000, četudi je bilo to sporno in bi lahko bilo kršenje nevtralnosti proti politiki Wilsona. Banka Morgan je bila edina dosedaj, ki je bila pripravljena dati kredit od zunaj ob vedno hujšem konfliktu. Obljubljali so mu velik ugled.
 Med prvo svetovno vojno je Dawes bil deležen hitrega napredovanja med oficirji in je s čina majorja leta 1918 že napredoval do brigadnega generala. Med avgustoma 1917–1919 je Dawes služil v Franciji kot predsednik odbora za nabavo ekspedicijskih enot, kot predstavnik ekspedicijskih enot pa je bil del odbora nabave za vse zavezniške sile. Na koncu vojne je bil član odbora za likvidacije v vojnem ministrstvu ZDA. Za svoje delo je prejel tako ameriška kot francoska odličja in se vrne leta 1919 kot zelo uspešen oficir.
Dawes izstopi iz vojske leta 1919. Predsednik Harding ga postavi za prvega direktorja Urada za proračun. Takrat minister za trgovino Herbert Hoover (kasnejši predsednik) ga imenuje za člana komisije, ki bo dogovorna za reparacije antantnih sil leta 1923. Za njegovo delo na Dawesovem planu, načrt in program, ki bi omogočil Nemčiji obnovo in stabilnost gospodarstva po vojni, je dobil sicer deljeno Nobelovo nagrado za mir. Plan je bil vseeno opuščen in zamenjan z Youngovim planom, ki je bil bolj oster do Nemčije. 

## Podpredsednik
Leta 1924 na konvenciji republikanske stranke predsednik Calvin Coolidge zlahka postane glavni kandidat bodočih volitev. Podpredsednik bi lahko bil tudi Herbert Hoover, a ni dovolj popularen. Delegati nato izberejo Dawesa, kar Coolidge hitro sprejme. Dawes je bil izvoljen z veliko večino. Dawes in Coolidge sta bila zaprisežena 4.marca 1925. Kar kmalu po volitvah Dawes kot podpredsednik ni maral sedeti na kabinetnih sestankih. Vzrok za spor je neobičajno dolg in kritičen nagovor zveznih senatorjev, katerim je po ustavi  podpredsednik ZDA častni predsedujoči. Odmevnost sicer rutinskega ustavnega postopka potrjevanja mandatov kongresa je napravila nastopnemu govoru Coolidga veliko škode, predsednik pa je bil jezen, ker ga je zasenčil Dawesov govor.
 Poleg tega je kot odločujoči lihi preglasovalec v senatu kaj kmalu po izvolitvi postal del zgodovinske blamaže. Četudi so napovedali, da ne bodo glasovali o imenovanju pravosodnega ministra, so nato na presenečenje odsotnega Dawesa glasovali, a je bilo glasov proti enako kot za. Dawesov prihod, ki bi razpletel glasovanje, je bil prepozen, saj se je eden od senatorjev medtem že premislil. Poraz predsednikovega nominiranca je bil zgodovinska sramota, saj se kaj takega ni zgodilo že 60 let. Predsednik in podpredsednik sta večji del skupnega vodenja drug drugemu v napoto, v drugem mandatu pa Dawes ni več bil izbran.

## Kasnejše življenje
Kot ambasador v Združenem kraljestvu je bil učinkovit in sposoben, a je prekinil svoj mandat (1929–1932) in se vrnil v vlado zaradi grozeče depresije, da bi predsedoval podjetju Reconstruction Finance Corporation, ki bi preurejala gospodarstvo po idejah predsednika Herberta Hooverja. Po nekaj mesecih je odstopil zaradi kritik, da daje podporo podjetjem iz svojega okolja, kjer je tudi sam član uprave. V celoti se je posvetil gospodarjenju podjetij kot član uprave, opustil javne službe in se za naslednjih dvajset let, do smrti leta 1951 v Evanstonu, predal bančništvu. Pokopan je v Chicaškem pokopališču. Po njem je imenovana srednja šola, njegova rojstna hiša pa je zgodovinska znamenitost, delno tudi zaradi njegovih prednikov, ki so jo zapustili leta 1957.